# Foci de Constantinoble (nestorià)
Foci (en llatí Photius, en grec Φώτιος) fou un prevere grec del segle v, un dels partidaris de l'heresiarca Nestori.
Quan Antoni i Jacob foren enviats una mica abans del concili d'Efes (431) a convertir i perseguir als quartodecimans i als novacians de l'Àsia Menor, van presentar a alguns dels conversos a la ciutat de Filadèlfia un passatge que no era el credo de Nicea sinó un text herètic pel que feia referència a l'encarnació, cosa que va provocar una forta reacció de Carisi, l'ecònom de Filadèlfia i campió del Credo de Nicea. Antoni i Jacob van obtenir el suport de Foci, que va defensar la seva ortodòxia i va procurar la deposició de Carisi. Un Foci partidari de Nestori fou desterrat a Petra vers el 436 i sembla clar que es tractava de la mateixa persona.